# Pseudepipona stigma
Pseudepipona stigma är en stekelart som först beskrevs av Henri Saussure.  Pseudepipona stigma ingår i släktet Pseudepipona och familjen Eumenidae. Utöver nominatformen finns också underarten P. s. arabica.